# Мёссбауэровская спектроскопия

Мёссбауэровский спектр железа-57 и схема энергетических уровней изомерного сдвига и сверхтонкого магнитного расщепления

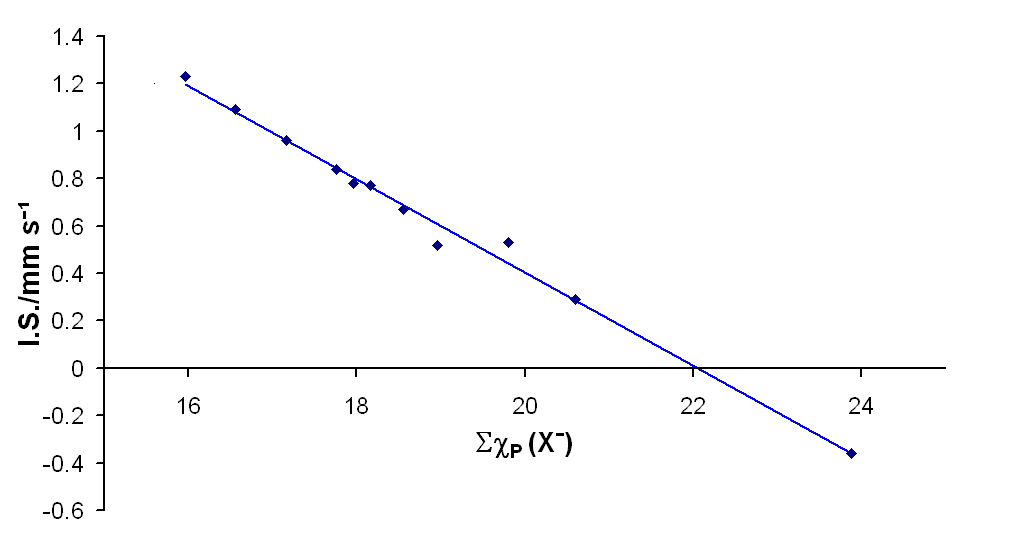
Изомерный сдвиг энергии возбуждённого уровня ядра изотопа олова ^{119}Sn. По оси отложена относительная скорость источников излучения и поглощения гамма-квантов, вызывающая доплеровский сдвиг энергии гамма-кванта, по оси — электроотрицательность лигандов иона гексагалогенида (Xa — атом галогена) олова [SnXa6]^{2-}.

Мёссбауэровская спектроскопия (от нем. Mößbauerspektroskopie) — метод я́дерного га́мма-резона́нса, основан на эффекте Мёссба́уэра, который заключается в резонансном поглощении без отдачи атомным ядром монохроматического гамма-излучения, испускаемого радиоактивным источником.
Метод ядерного гамма-резонанса используется в физическом материаловедении, геологии, химии и биологии.

## Сущность метода
В абсорбционной мёссбауэровской спектроскопии (наиболее часто применяемой разновидности метода) образец-поглотитель просвечивается гамма-квантами, излучаемыми возбуждённым железом-57 (57Fe), иридием-191 (191Ir) или другим мёссбауэровским изотопом. За поглотителем располагается детектор, с помощью которого измеряется коэффициент поглощения гамма-квантов образцом. Образец должен содержать такие же ядра (57Fe, 191Ir и т. д.). Возбуждённые ядра в источнике создаются при распаде соответствующего радиоактивного изотопа (например, 57Co, превращающийся в возбуждённое состояние 57Fe).
В обычных условиях ядро, излучающее гамма-квант, приобретает импульс отдачи из-за закона сохранения импульса, так как гамма-квант уносит импульс. Поглощающее ядро, захватив гамма-квант, также приобретает импульс отдачи. Как следствие, взаимная «точная настройка» источника и поглотителя сбивается на сотые доли электронвольта, что очень мало по сравнению с типичной энергией гамма-кванта (которая по порядку величины может быть от десятков кэВ до МэВ), но чрезвычайно много по сравнению с естественной шириной уровня распада ядра, которая по порядку величины равна {\displaystyle 10^{-6}} эВ.
Однако ядра всё-таки можно настроить в резонанс друг с другом, поместив их в кристаллическую решётку при достаточно низкой температуре. Импульс отдачи ядра принимает на себя кристаллическая решётка образца и источника (то есть макроскопический объект), в результате доплеровский сдвиг гамма-линий становится пренебрежимо малым (значительно меньшим, чем естественная ширина гамма-линии). Благодаря этому обстоятельству, небольшое изменение относительной скорости источника и поглотителя (порядка см/с) позволяет разрешить тонкую структуру уровней ядра, которая зависит от его химического окружения. Зависимость уровней энергии от химического окружения называют изомерным сдвигом.
Зависимость коэффициента поглощения образца от относительной скорости движения источника и образца (то есть от энергии поглощаемого гамма-кванта) называется мёссбауэровским спектром поглощения. Этот спектр позволяет судить об электронной структуре атома в исследуемом веществе, окружающих его химических группах и о характере их взаимодействий.

## Мёссбауэровский спектрометр

Упрощённая схема спектрометра Мёссбауэра

Мёссбауэровский спектрометр предназначен для измерения мёссбауэровских спектров ядер мёссбауэровских изотопов в различных химических соединениях, сплавах для определения характера химической связи в образцах этих веществ.
Спектрометр состоит из трёх основных частей: радиоактивного источника, перемещаемого по направлению от и к образцу, коллиматора, формирующего параллельный пучок гамма-квантов из их расходящегося потока от источника, держателя исследуемого образца и детектора гамма-излучения. Перемещение источника осуществляется обычно электромагнитным механическим приводом, по принципу действия подобным электродинамическому громкоговорителю, сообщающим источнику колебательное синусоидальное перемещение.
Выходной сигнал детектора и сигнал скорости перемещения подаются на модифицированный многоканальный анализатор импульсов, причём номер канала анализатора импульсов, в котором накапливаются отсчёты от срабатываний детектора, соответствует скорости перемещения, в отличие от многоканальных анализаторах[уточнить] амплитуды импульсов, в которых номер канала соответствует амплитуде импульса. В результате работы такого анализатора получается зависимость поглощения гамма-квантов образцом от скорости перемещения, или, что то же самое, от энергии гамма-квантов, которая изменяется в результате эффекта Доплера.

## Области применения
Метод ядерного гамма-резонанса используется в физическом материаловедении, химии и биологии (например, при анализе свойств Fe-содержащих групп в белках). Эффект поглощения излучения усиливают путём обогащения образца мёссбауэровскими изотопами, повышая, например, содержание 57Fe в корме подопытных животных.
Одним из впечатляющих применений этого метода стал эксперимент Паунда и Ребки, которые в 1960 г. измерили в лабораторных условиях гравитационное смещение гамма-квантов, предсказываемое общей теорией относительности.